# Eva Seeber
Eva Seeber, geb. Greuner (* 21. August 1932 in Leipzig; † 26. April 2022 in ebenda) war eine deutsche Historikerin.
Nach dem 1951 abgelegten Abitur studierte Seeber Geschichte an der Friedrich-Schiller-Universität Jena. Sie schloss ihr Studium 1955 als Diplom-Historikerin ab und wurde wissenschaftliche Assistentin in der Abteilung Polen am Institut für die Geschichte der europäischen Volksdemokratien der Karl-Marx-Universität Leipzig. 1957 heiratete sie Gustav Seeber.
Eva Seeber promovierte im Februar 1961 bei Felix-Heinrich Gentzen über „Die Verschleppung polnischer Bürger aus dem sogenannten Generalgouvernement nach Deutschland und ihre Ausbeutung in der faschistischen Kriegswirtschaft (1939–1945)“. Von September 1968 bis 1969 war sie Dozentin für die Geschichte der sozialistischen Länder an der Universität Leipzig. Dann übernahm sie die Leitung der Abteilung Ost- und Südosteuropa am Zentralinstitut für Geschichte der Akademie der Wissenschaften der DDR in Ost-Berlin. Von 1970 bis 1989 gehörte sie dem Herausgeberkollegium des Jahrbuchs für Geschichte der sozialistischen Länder Europas an. Im Mai 1980 erfolgte ihre Promotion B über „Die Antihitlerkoalition und die Auseinandersetzung um die Entstehung der volksdemokratischen Staaten in Polen und der ČSR“. Ab September 1985 hatte sie eine Professur an der Akademie der Wissenschaften inne, die 1991 abgewickelt wurde. Ab 1992 war Seeber Rentnerin. Sie wurde auf dem Leipziger Südfriedhof am 11. Juni 2022 begraben.

## Schriften
- Zwangsarbeiter in der faschistischen Kriegswirtschaft. Die Deportation und Ausbeutung polnischer Bürger unter besonderer Berücksichtigung der Lage der Arbeiter aus dem sogenannten Generalgouvernement, (1939–1945). Deutscher Verlag der Wissenschaften, Berlin 1964.
- Die DDR-Geschichtsschreibung zur Geschichte des sozialistischen Weltsystems. In: Jahrbuch für Geschichte der sozialistischen Länder Europas.15, Nr. 1 1971, S. 67–80.
- Die Erforschung und Darstellung der Geschichte Polens in der DDR. In: Jahrbuch für Geschichte der sozialistischen Länder Europas.15, Nr. 1 1971, S. 81–95.
- Die Errichtung volksdemokratischer Staaten und die Veränderung im internationalen Kräfteverhältnis 1944/45. In: Zeitschrift für Geschichtswissenschaft <Berlin> : ZfG.22, Nr. 9 1974, S. 969–983.
- Die volksdemokratische Revolution in Mittel- und Südosteuropa als kontinuierlicher revolutionärer Prozess und ihr Einfluss auf die Herausbildung des sozialistischen Weltsystems. In: Jahrbuch für Geschichte der sozialistischen Länder Europas.18, Nr. 1 1974, S. 21–55.
- Die erste UN-Organisation UNRRA und ihr Platz in der Aussenpolitik der USA gegenüber der UdSSR 1943 bis 1946. In: Die USA und Europa 1917 - 1945 : Studien zur Geschichte der Beziehungen zwischen den USA und Europa von der Großen Sozialistischen Oktoberrevolution bis zum Ende des Zweiten Weltkrieges. 1975, S. 221–263.
- Die Konferenz der alliierten Grossmächte in Teheran 1943 und die Beschlussfassung über Polen. In: Zeitschrift für Geschichtswissenschaft <Berlin> : ZfG.26, Nr. 4 1978, S. 291–309.
- Die Befreiermächte und die nationale Souveränität der Völker am Ende des Zweiten Weltkrieges. Dargestellt am Vergleich der Verwaltungsregelung in Frankreich und der Tschechoslowakei. In: Jahrbuch für Geschichte.30 (1984) 1984, S. 71–115.
- Die Mächte der Antihitlerkoalition und die Auseinandersetzung um Polen und die CSR 1941 - 1945. Akademieverlag, Berlin 1964. (Zugl. Berlin, Akad. der Wiss. der DDR, Diss., 1980 u.d.T.: Seeber, Eva: Die Antihitlerkoalition und die Auseinandersetzung um die Entstehung der volksdemokratischen Staaten in Polen und der CSR)
- (Hrsg.): Entscheidungen in Europa zur Zeit der volksdemokratischen Revolutionen 1943–1948. Akademie-Verlag, Berlin 1984.
- Eva Seeber, Marian Feldman: Beiträge zur Geschichte des Warschauer Ghettos. Leipzig 1994. Digitalisat (Foto und Lebenslauf S. 64)
- Die Freie Schulgemeinde Wickersdorf in der NS-Zeit. In: Historische Jugendforschung : Jahrbuch des Archivs der Deutschen Jugendbewegung. 2000.
- Flüchtlinge oder Deserteure? Zur Unterhaus-Debatte über Antisemitismus in der polnischen Armee in England im Frühjahr 1944. In: Rassismus, Faschismus, Antifaschismus : Forschungen und Betrachtungen gewidmet Kurt Pätzold zum 70. Geburtstag. 2000, S. 84–101.